# Die Welt auf Schwäbisch
Die Welt auf Schwäbisch ist eine Comedy-Reihe, die ab 2009 in verschiedenen Formaten im SWR Fernsehen lief und z. B. den Deutschen Bundestag, die Tagesschau und auch Spielfilme sowie deren Protagonisten persifliert. Das Prinzip basiert auf dem des Fandubs, bei denen die Protagonisten der Bildinhalte – Prominente, Politiker und Filmfiguren – mit komplett neuem Inhalt nachsynchronisiert werden. Die Welt auf Schwäbisch wird im Auftrag des SWR vom Comedian und Regisseur Dominik Kuhn produziert, der die Serie schreibt und unter seinem Pseudonym „Dodokay“ alle Stimmen selbst spricht.
Die Welt auf Schwäbisch lief erstmals am 11. Januar 2009 als 30-minütige Sendung im SWR Fernsehen. Der Erfolg veranlasste den Sender, eine Miniserie aus weiteren sechs Folgen à 30 Minuten in Auftrag zu geben und 2009–2010 auszustrahlen. Zeitgleich lief die Sendung ab dem 19. Juni 2009 für 20 Folgen als wöchentliche Kolumne unter dem Titel Die Welt auf Schwäbisch – der SV 49 Freitags um 18.45 Uhr in der SWR Landesschau Baden-Württemberg. Hier wurde der Deutsche Bundestag als fiktiver Verein „SV 49“ dargestellt. Ab dem 18. Juni 2012 wurde die Reihe wiederum als SWR-Landesschau-Kolumne unter dem Titel Die Welt auf Schwäbisch – Dodokay: Dangge, Ende für zwölf Folgen am Freitagabend ausgestrahlt. Dieses Mal war Dodokay in fiktiven Interviews mit schwäbisch synchronisierten Stars selbst zu sehen, unterschnitten mit Straßenumfragen. Seitdem laufen immer wieder vereinzelte Folgen in verschiedenen Formaten auf unterschiedlichen Sendeplätzen zu aktuellen Themen, so z. B. zur Bundestagswahl 2013 oder in Jahresrückblicken 2012, 2013 oder 2014.
Besonders bekannt aus der Serie wurde die Rede Barack Obamas an die „Hausbesitzer der Wilhelmstraße 48“, die aus der Pilotfolge vom Januar 2009 stammt.